# Sonatrach
Sonatrach (francés: Société Nationale pour la Recherche, la Production, le Transport, la Transformation, et la Commercialisation des Hydrocarbures, árabe: المؤسسة الوطنية للتنقيب, صناعة, نقل, تحويل و تسويق المحروقات, español: Sociedad Nacional para la Investigación, la Producción, el Transporte, la Transformación, y la Comercialización de Hidrocarburos) es una empresa argelina constituida para explotar los hidrocarburos de ese país. La diversidad de actividades que realiza esta empresa abarcan todos los aspectos de la producción: la exploración, extracción, transporte y refinación. Además, se ha diversificado en la petroquímica y la desalinización del agua de mar.
Sonatrach es la empresa más grande de Argelia y la 11 ª más grande del consorcio petrolero en el mundo. El Volumen Bruto de las ventas en 2002 fue de 1530 millones de dinares argelinos para un ingreso neto de 175 millones. La empresa, de la que forman parte unos 120.000 trabajadores, produce el 30% del PNB de Argelia.
Los Hidrocarburos desempeñan un papel crucial en la economía de Argelia, ya que representan y más del 95% de los ingresos de exportación. Argelia está muy bien posicionada en cuanto a reservas de petróleo y reservas probadas de gas natural. Como resultado de ello, Sonatrach es muy importante políticamente. La mayoría de los ministros de Energía de Argelia han pasado por Sonatrach.

## Presidentes
- Sid Ahmed Ghozali (1966–1977)
- Yousef Yousfi (1985–1988)
- Sadek Boussena (1988–1990)
- Abdelhak Bouhafs (1990–1995)
- Nazim Zouioueche (marzo de 1999-2000)
- Chakib Khelil (marzo de 2001-2003)
- Mohamed Meziane (septiembre de 2003-2010)
- Nordine Cherouati (mayo de 2010 – diciembre de 2011)
- Abdelhamid Zerguine (diciembre de 2011 – julio de 2014)
- Said Sahnoun (julio de 2014 – marzo de 2015)
- Amin Mazouzi (marzo de 2015 – presente)